# Exploitation-film
Exploitation-film er en type film, som indeholder og promoverer sig selv gennem emner som f.eks. vold og sex. Exploitations-film er typisk af lav kvalitet, og set ned på som B-film. Dette er dog ikke altid tilfældet, da nogle har oplevet kritisk succes og kultfilmstatus.

## Baggrund
Exploitation-film indholder ofte grafisk sex og sensationel vold, samt et fokus på det bizarre, det perverse, narkotikabrug og destruktion. Sådanne film har eksisteret siden de tidligste dage af filmproduktion, men blev populariseret i 1960'erne og 1970'erne, på grund af den mindskede mediecensur, samt afviklingen af tabuer i USA og Europa. Filmproducenterne anvendte sensationelle elementer for at tiltrække et publikum, som ellers var tabt til fjernsynsmediet.
Talrige film som i dag opfattes som klassikere indeholder den sex, vold og sensation som typisk er associeret med exploitation-film. Det kan blandt andet ses i Stanley Kubrick's A Clockwork Orange, Tod Browning's Freaks og Roman Polanski's Repulsion og Luis Buñuel's Den andalusiske hund.

en af dem der stadigvæk producerer film er Troma Entertainment, som producerer lav kvalitet B-film.